# Ківа (споруда)

Інтер'єр відреставрованої ківи у Меса Верде

Ківа — кімната чи споруда, що використовується індіанцями пуебло для здійснення ритуалів, більшість з яких належить до вірувань качина. Серед сучасних індіанців хопі та більшості пуебло поширені підземні ківи квадратної форми.
Схожі підземні священні кімнати були знайдені під руїнами індіанських поселень на південному заході США. Окрім пуебло ківи використовували давні культури моголонів та хохокам.